# Carlos Oquendo
Oquendo  Zabala est un nom espagnol. Le premier nom de famille, en général paternel, est Oquendo ; le second, en général maternel, souvent omis, est Zabala.
Carlos Mario Oquendo Zabala (né le 16 novembre 1987 à Medellin) est un coureur cycliste colombien, spécialiste du bicycle motocross (BMX).

## Biographie
Il est sélectionné pour représenter la Colombie aux Jeux olympiques d'été de 2012. Il participe à l'épreuve de BMX. Lors de la manche de répartition, il réalise le 14e temps. En quarts de finale, il termine quatrième de sa série et se qualifie pour les demi-finales. Lors de celles-ci disputées sur trois courses, il termine successivement 2e, 5e et 4e des manches et se classe quatrième au général de sa série. Il dispute la finale, où il prend la troisième place.
En janvier 2022,  sur son compte Twitter, Carlos Mario Oquendo annonce qu'il arrête la compétition pour commencer une nouvelle étape de sa vie comme entrepreneur et conférencier.

## Palmarès en BMX

### Jeux olympiques
- Londres 2012
  -  Médaillé de bronze du BMX

### Championnats du monde
- Pietermaritzburg 2010
  -  Médaillé de bronze du championnat du monde de BMX cruiser
  - 15e du championnat du monde de BMX
- Copenhague 2011
  - 6e du championnat du monde de BMX[4]
  - 19e du contre-la-montre de BMX[5]
- Birmingham 2012
  - 15e du contre-la-montre de BMX[6]
  - 41e du championnat du monde de BMX[7]
- Auckland 2013
  - 21e du contre-la-montre de BMX[8]
  - 46e du championnat du monde de BMX[9]

### Coupe du monde
- 2009 : 42e
- 2010 : 17e
- 2011 : 17e
- 2012 : 8e
- 2013 : 18e
- 2014 : 24e
- 2015 : 7e
- 2016 : 13e
- 2017 : 101e

### Championnats panaméricains
- Santiago del Estero 2013
  -  Médaillé d'argent en BMX
- Santiago 2015
  -  Médaillé d'argent en BMX
- Santiago del Estero 2017
  -  Médaillé de bronze en BMX

### Jeux sud-américains
- Santiago 2014
  -  Médaillé d'or du contre-la-montre en BMX

### Jeux d'Amérique centrale et des Caraïbes
- Veracruz 2014
  -  Médaillé d'argent du BMX
- Barranquilla 2018
  -  Médaillé de bronze du BMX

### Championnats de Colombie
- 2011
  -  Champion de Colombie de BMX
- 2015
  -  Champion de Colombie de BMX